# 芒卡坝
芒卡坝是位于云南省临沧市沧源佤族自治县西北部的一个坝子，地势东高西低，面积1.4平方千米，是南定河断裂阶地，南定河经过坝子以北。坝区气候炎热，利于热带作物生长，坝内有芒卡镇。

## 资料来源
1. ↑  沧源佤族自治县民族中学, 沧源佤族自治县交通局. . 昆明: 云南科技出版社. 2002: 16. ISBN 7-5416-1753-9.